# Anthomastus aberrans
Anthomastus aberrans är en korallart som först beskrevs av Thomson och Henderson 1906.  Anthomastus aberrans ingår i släktet Anthomastus och familjen läderkoraller. Inga underarter finns listade i Catalogue of Life.